# Ligier JS11
Chronologie des modèles (1979-1980)
Ligier JS9 Ligier JS17
La Ligier JS11 est une monoplace de Formule 1 conçue par les ingénieurs français Gérard Ducarouge, Michel Beaujon et Robert Choulet, engagée par l'écurie française Ligier dans le cadre du championnat du monde de Formule 1 1979.
La monoplace est propulsée par un moteur V8 Ford-Cosworth DFV atmosphérique et équipée de pneumatiques Goodyear. Elle est pilotée par le Français Patrick Depailler, remplacé par le Belge Jacky Ickx à partir du Grand Prix de France, et le Français Jacques Laffite.
En 1980 est engagée la Ligier JS11/15, qui diffère de sa devancière par un train arrière modifié et une aérodynamique perfectionnée. Elle est confiée aux Français Didier Pironi et Jacques Laffite.

## Résultats en championnat du monde de Formule 1

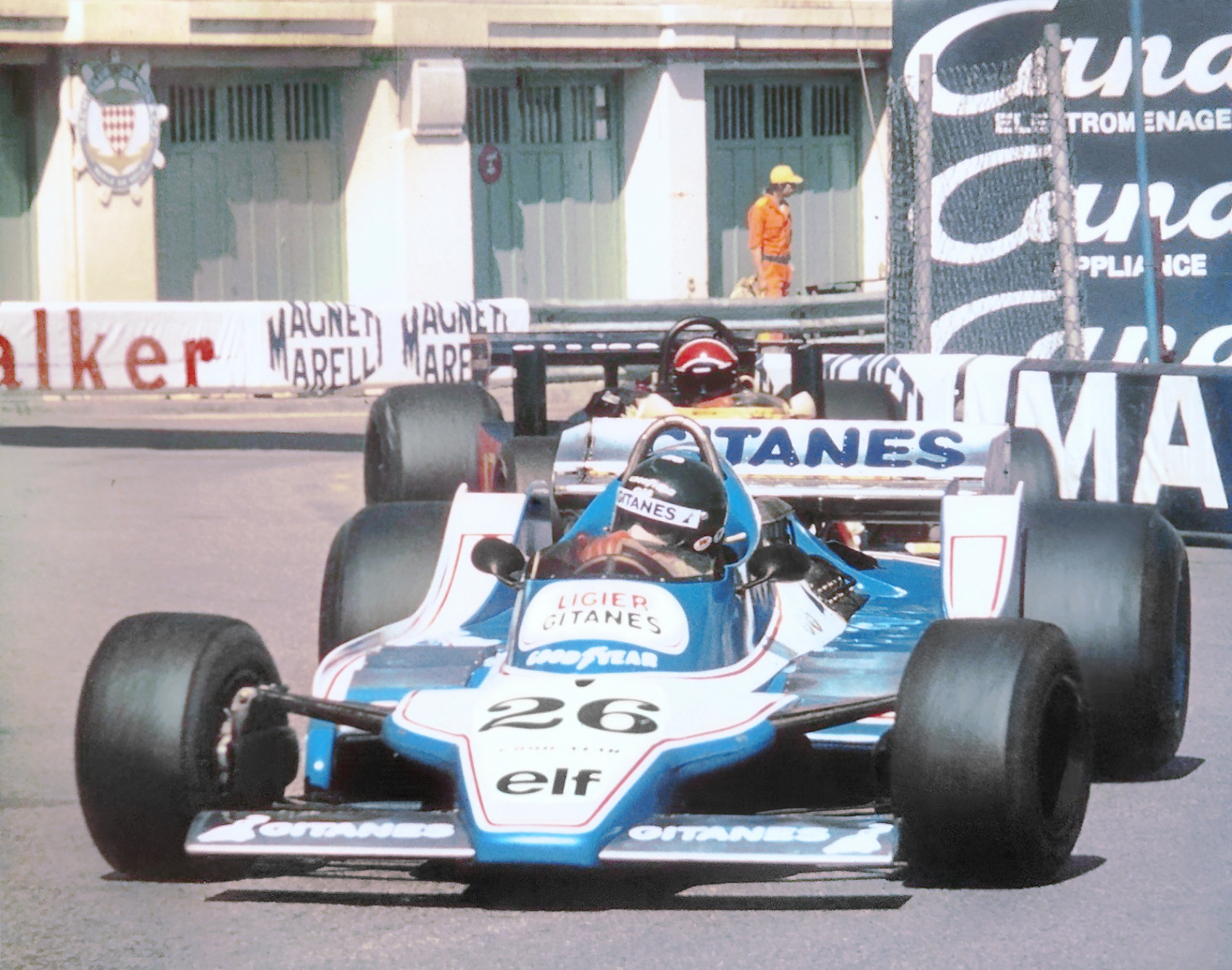
La Ligier JS11 de Jacques Laffite devant la Shadow DN9B de Jan Lammers dans le virage de la Rascasse, lors des essais du Grand Prix de Monaco 1979.

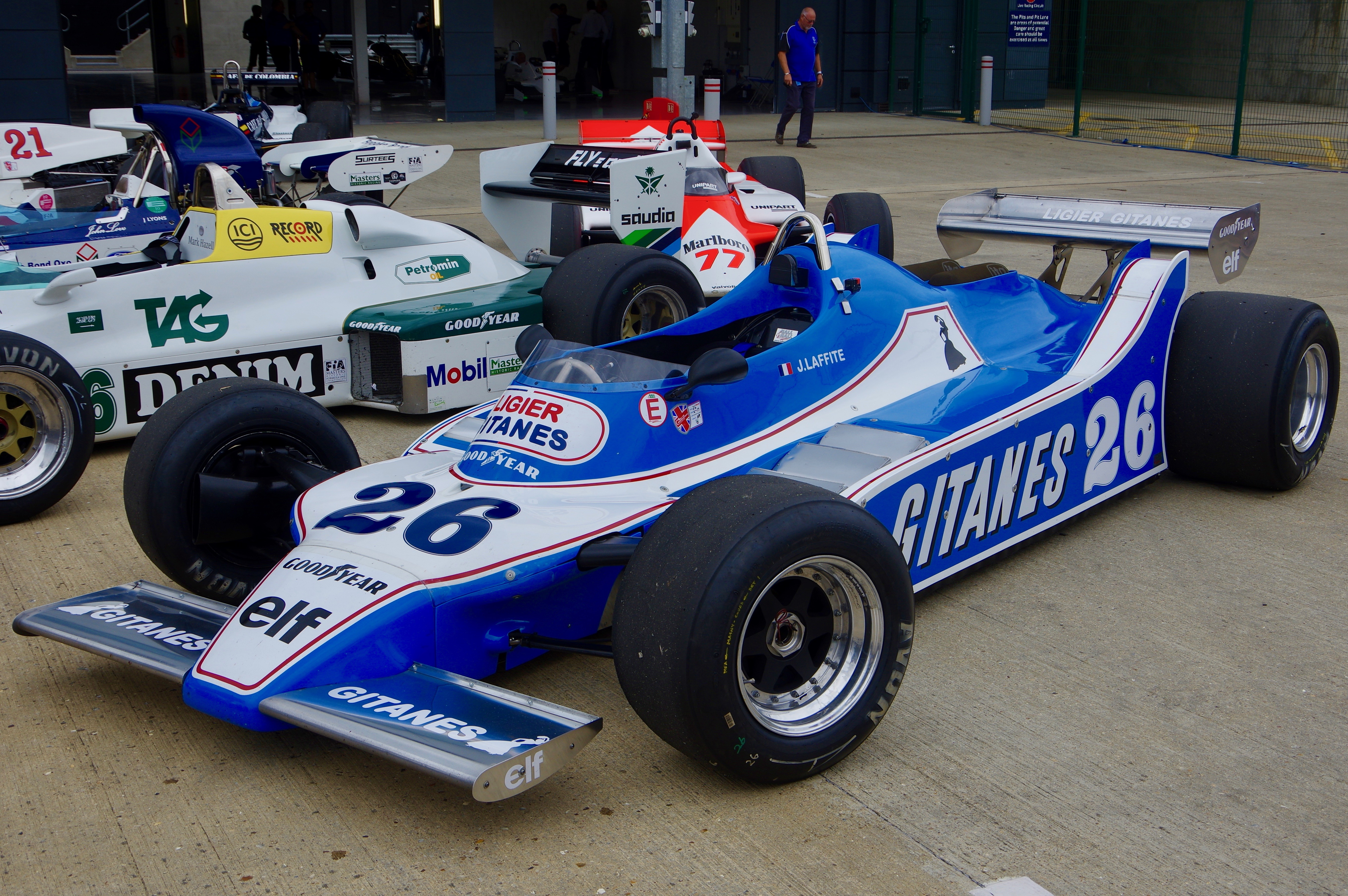
La Ligier JS11/15 de Jacques Laffite, dotée de son aileron avant, lors de la Silverstone Classic en 2019.

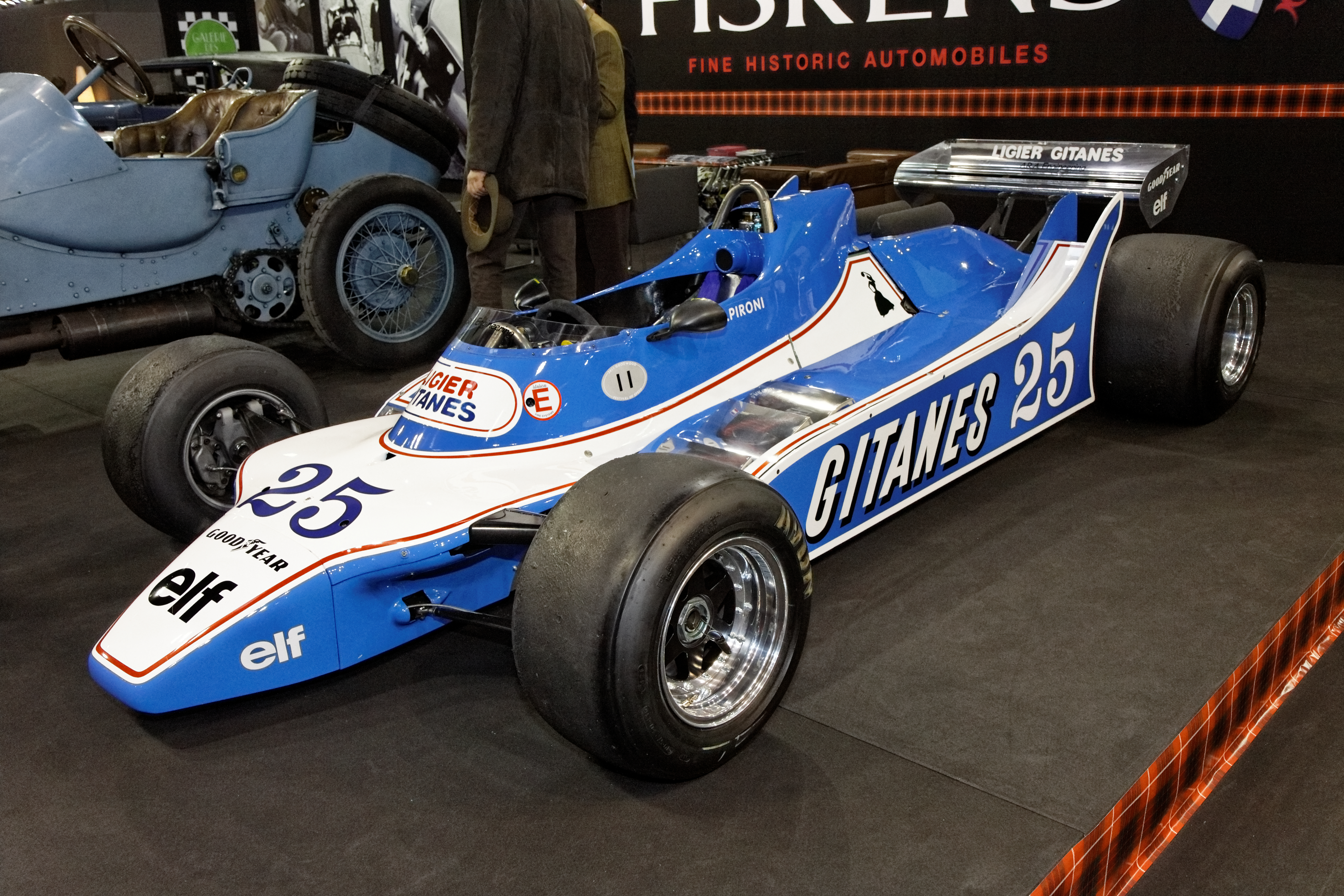
La Ligier JS11/15 de Didier Pironi, dépourvue d'aileron avant, lors du salon Rétromobile à Paris en 2012.

| Saison | Écurie                | Moteur               | Pneumatiques | Pilotes           | Courses | Courses | Courses | Courses | Courses | Courses | Courses | Courses | Courses | Courses | Courses | Courses | Courses | Courses | Courses | Points inscrits | Classement |
| Saison | Écurie                | Moteur               | Pneumatiques | Pilotes           | 1       | 2       | 3       | 4       | 5       | 6       | 7       | 8       | 9       | 10      | 11      | 12      | 13      | 14      | 15      | Points inscrits | Classement |
| ------ | --------------------- | -------------------- | ------------ | ----------------- | ------- | ------- | ------- | ------- | ------- | ------- | ------- | ------- | ------- | ------- | ------- | ------- | ------- | ------- | ------- | --------------- | ---------- |
| 1979   | Ligier Gitanes        | Ford-Cosworth DFV V8 | Goodyear     |                   | ARG     | BRÉ     | AFS     | USO     | ESP     | BEL     | MON     | FRA     | GBR     | ALL     | AUT     | P-B     | ITA     | CAN     | USE     | 61              | 3e         |
| 1979   | Ligier Gitanes        | Ford-Cosworth DFV V8 | Goodyear     | Patrick Depailler | 4e      | 2e      | Abd.    | 5e      | 1er     | Abd.    | 5e      |         |         |         |         |         |         |         |         | 61              | 3e         |
| 1979   | Ligier Gitanes        | Ford-Cosworth DFV V8 | Goodyear     | Jacky Ickx        |         |         |         |         |         |         |         | Abd.    | 6e      | Abd.    | Abd.    | 5e      | Abd.    | Abd.    | Abd.    | 61              | 3e         |
| 1979   | Ligier Gitanes        | Ford-Cosworth DFV V8 | Goodyear     | Jacques Laffite   | 1er     | 1er     | Abd.    | Abd.    | Abd.    | 2e      | Abd.    | 8e      | Abd.    | 3e      | 3e      | 3e      | Abd.    | Abd.    | Abd.    | 61              | 3e         |
| 1980   | Équipe Ligier Gitanes | Ford-Cosworth DFV V8 | Goodyear     |                   | ARG     | BRÉ     | AFS     | USO     | BEL     | MON     | FRA     | GBR     | ALL     | AUT     | P-B     | ITA     | CAN     | USA     |         | 66              | 2e         |
| 1980   | Équipe Ligier Gitanes | Ford-Cosworth DFV V8 | Goodyear     | Didier Pironi     | Abd.    | 4e      | 3e      | 6e      | 1er     | Abd.    | 2e      | Abd.    | Abd.    | Abd.    | Abd.    | 6e      | 3e      | 3e      |         | 66              | 2e         |
| 1980   | Équipe Ligier Gitanes | Ford-Cosworth DFV V8 | Goodyear     | Jacques Laffite   | Abd.    | Abd.    | 2e      | Abd.    | 11e     | 2e      | 3e      | Abd.    | 1er     | 4e      | 3e      | 9e      | 8e      | 5e      |         | 66              | 2e         |

Légende : ici